# LOFTI 1
LOFTI 1 (ang. Low Frequency Trans Ionospheric Satellite) – amerykański wojskowy satelita naukowy, który miał prowadzić badania związane z propagacją fal radiowych o bardzo niskiej częstotliwości w jonosferze. Misja zakończyła się częściowym sukcesem, ponieważ LOFTI 1 nie oddzielił się od satelity Transit 3B, do którego był przymocowany. Oba statki nie odłączyły się też od ostatniego członu rakiety. Otrzymały przez to orbitę eliptyczną, co skróciło ich żywotność do 37 dni.
Statki funkcjonowały prawidłowo, jednak będąc połączone nie mogły zostać użyte do zaplanowanych celów.
Misję finansowało Naval Research Laboratory (NRL) z ramienia US Navy.

## Budowa i działanie
Statek miał kształt w przybliżeniu kulisty, o średnicy 50,8 cm. Akumulatory NiCd ładowane były z ogniw słonecznych. System telemetrii działał na częstotliwości 136,15 MHz. Eksperyment propagacji fal radiowych w jonosferze wykorzystywał dwa odbiorniki sygnału o częstotliwości 18 kHz, nadawanego ze stacji naziemnej niedaleko Kanału Panamskiego. Statek posiadał 4 anteny prętowe o dł. 0,5 m i dwie o rozpiętości 9 m.